# Tin Can API
Tin Can API (также известен как Experience API или xAPI) — это спецификация программ в сфере дистанционного обучения, которая позволяет обучающим системам общаться между собой путём отслеживания и записи учебных занятий всех видов. Информация об учебной деятельности сохраняется в специальную базу — хранилище учебных записей (LRS). LRS может являться как частью СДО, так и функционировать самостоятельно.

## История создания
В 2011 году эксперты Advanced Distributed Learning (финансирумая Министерством обороны США организация, разработавшая предыдущий стандарт SCORM) признали необходимость в более новой и более функциональной спецификации программного обеспечения, чем SCORM, которой тогда было уже более десяти лет. Чтобы удовлетворить эту потребность, ADL выпустила техническое задание на НИОКР, или Broad Agency Announcement с просьбой о помощи в улучшении SCORM. Победителем конкурса стала Rustici Software, компания-разработчик программного обеспечения из Нашвилла.
Rustici Software провела многочисленные интервью с экспертным сообществом в сфере электронного обучения, чтобы определить, где следует внести улучшения, а затем разработала исследовательскую версию спецификации Experience API. Программа сбора экспертных мнений получила название Project Tin Can ("Проект "Консервная банка"), по аналогии с детскими "телефонами" из консервных банок. Отсюда же возникло прозвище «Tin Can API», ставшее более популярным, чем официальное название.
После более чем годичной работы специалистов над тестовыми версиями 0.8, 0.9 и 0.95, в апреле 2013 года увидела свет первая рабочая версия 1.0. После неё выходили версии 1.0.0, 1.0.1 и 1.0.2, а в настоящее время действует вышедшая в октябре 2016 года версия 1.0.3. Выпуск новый версий пока не планируется.

## Техническое описание и отличия от SCORM
Tin Can API - это API с открытым исходным кодом. Созданная в архитектуре REST веб-служба использует формат обмена данными JSON, основанный на JavaScript.
Tin Can создан для замены постепенно устаревающего стандарта SCORM и обладает рядом преимуществ по сравнению со своим предшественником:
- Возможность работы с материалом офлайн. При этом весь прогресс обучения сохраняется и при появлении Интернет-соединения данные отправляются в СДО.
- Повышенный уровень безопасности - Tin Can поддерживает открытый протокол авторизации OAuth.
- Значительно расширен перечень собираемой статистики. SCORM дает ограниченные данные по обучению: кто из учеников прошел курс, сколько времени потратил на обучение (в целом) и какой балл получил за выполненное задание, в то время как Tin Can позволяет собирать десятки показателей.
- Tin Can не "привязан" к СДО - используя LRS, материал можно загрузить на сайт, в блог или социальные сети.
- Tin Can позволяет учитывать виды учебной активности, недоступные в SCORM: обучение с помощью мобильных устройств, игры, симуляции, очное и смешанное обучение.